# Cine moderno
El cine moderno es la época cinematográfica que comienza en los años 59 y termina en los 80 con la introducción del . A diferencia del cine clásico, el cine moderno busca separarse de las películas con una trama y un mensaje claro y constante.
El cine moderno comienza tras el declive del sistema de estudios de Hollywood y el fin del código Hays a finales de los años 60. Debido a esto, durante los 70 los cineastas comenzaron a incluir en sus películas contenido sexualmente explícito y escenas de violencia muy gráfica. Podemos apreciar las características del cine moderno en las historias del cine negro de los años 40 y 50 en las que se observa el uso de finales inesperados, personajes con una moralidad oscura y enigmática y diferencias muy difusas entre el protagonista y el antagonista. En 1971 salieron Perros de paja y The French Connection, las primeras películas que causaron controversia debido al aumento de la violencia en el cine.
En los años 70 surgió un grupo de cineastas como Francis Ford Coppola, Steven Spielberg o George Lucas que consiguieron mucho más control sobre sus proyectos de lo que les habría sido posible conseguir anteriormente. Esto dio lugar a unas películas muy exitosas como El padrino, Star Wars y Encuentros en la tercera fase. El éxito de películas como Star Wars y Tiburón dieron lugar a la creación de los Blockbusters, películas con un alto presupuesto e inmensas campañas publicitarias.
También surgió en los 70 un gran incremento el género de artes marciales, gracias a Bruce Lee y su renovado estilo Jeet Kune Do, que le daba un mayor realismo a las escenas de acción. De este modo el cine de acción de Hong Kong comenzó a recibir fama con estas películas que cambiarían a un tono más cómico con Jackie Chan en los años 80 tras una pérdida de popularidad.
En esta época el cine musical no tenía demasiado éxito en Hollywood; sin embargo, la popularidad de este género aumentó en el cine de la India, donde crearon el nombre Bollywood en vistas a la creciente industria cinematográfica en Bombay que acabó conquistando el cine del sur de Asia. Los cineastas hindúes crearon un género llamado Masala en el que combinaron las características del género musical americano con el antiguo teatro indio que conquistó el cine indio durante el final del siglo XX